# Stoep (water)

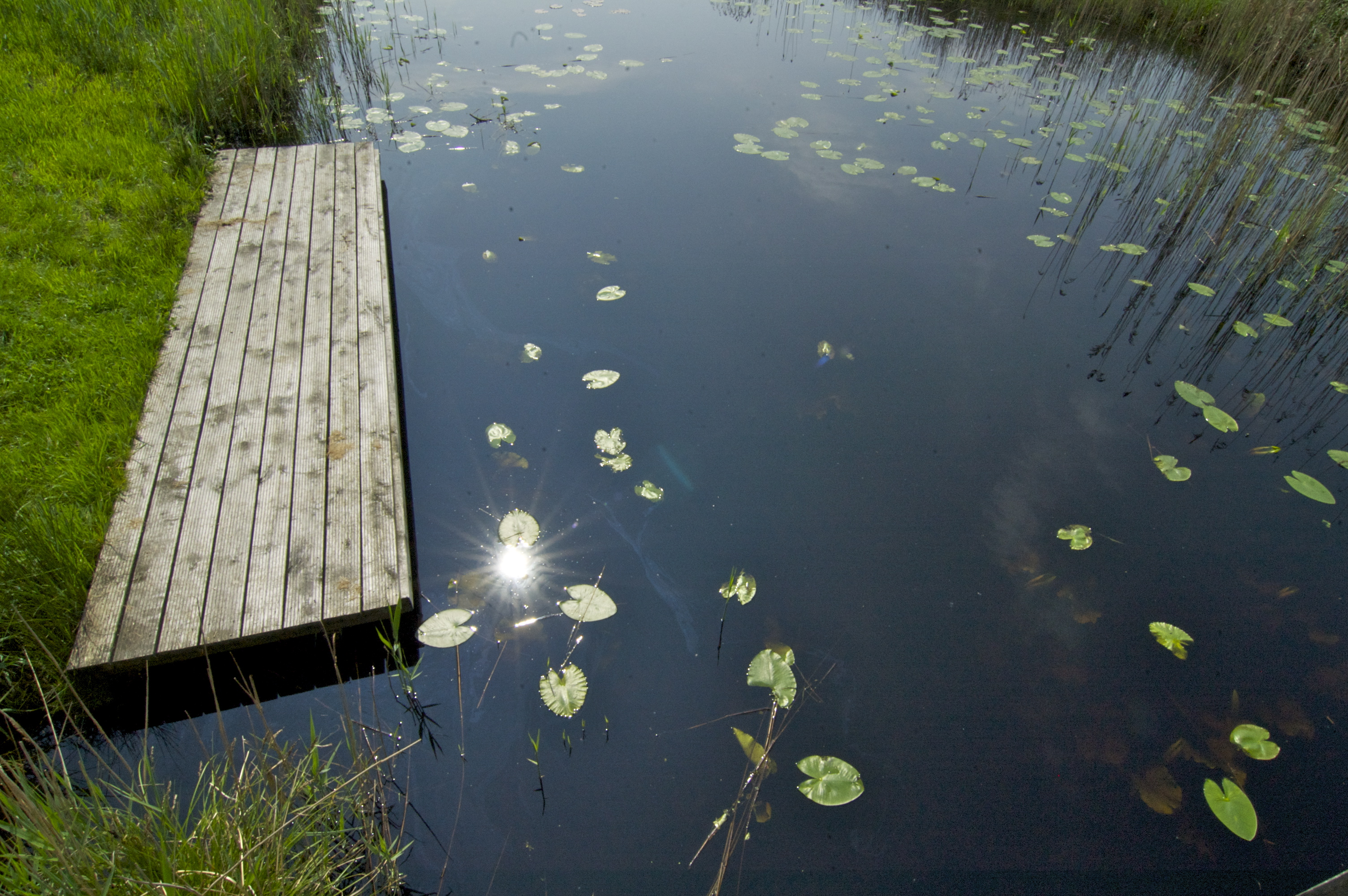
Waterstoep als aanlegplaats

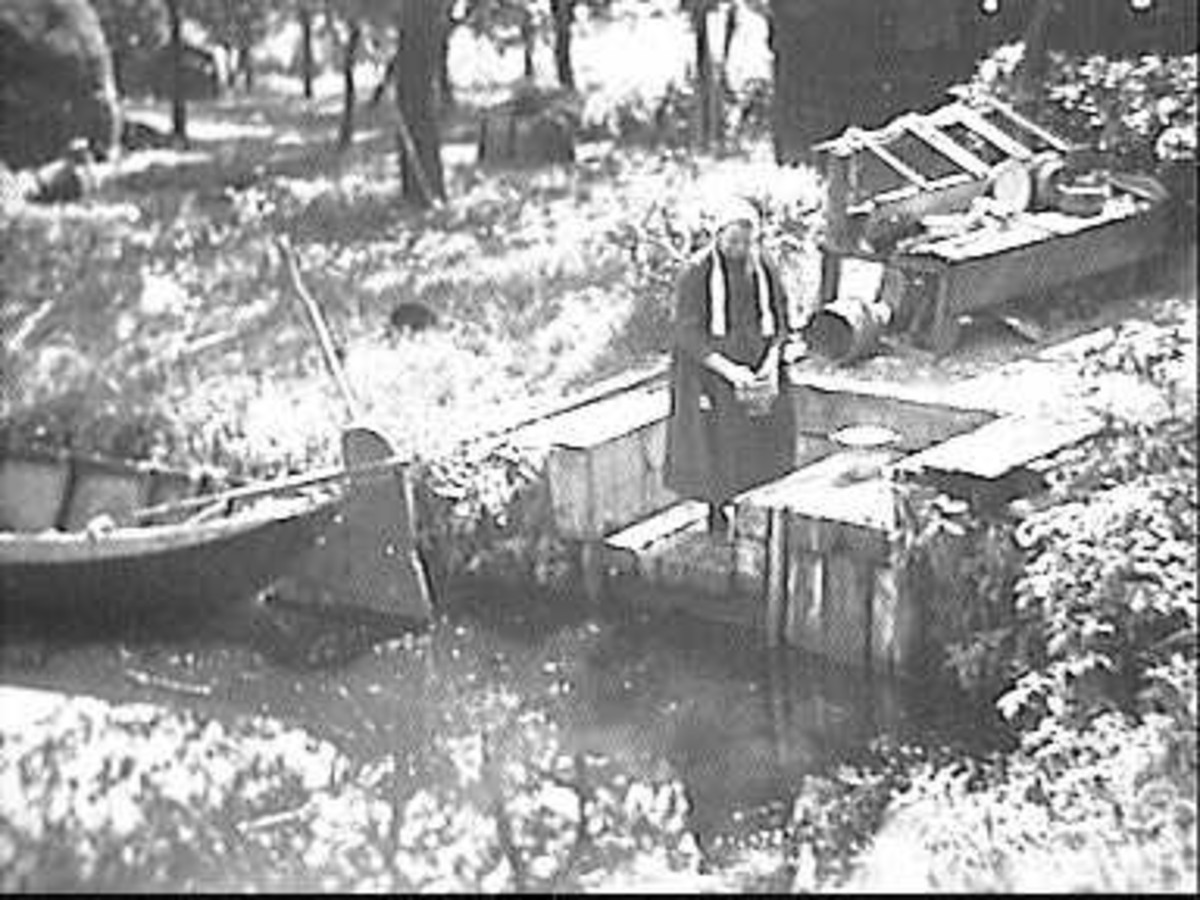
Boenstoep

Een stoep of waterstoep is een korte lage stenen kade of een houten plankier gelegen aan water,  meestal bij een boerderij of woning.
Waterstoepen bij woningen werden voor de aanleg van waterleiding vrijwel dagelijks gebruikt als wasplaats voor het grove werk. Kleding wassen, groente spoelen en melkbussen en emmers schoonmaken waren veel voorkomende activiteiten. Ook kon men er een klein vaartuig zoals een roeiboot aanleggen.